# Selenia deumbrata
Selenia deumbrata är en fjärilsart som beskrevs av Barend J. Lempke 1951. Selenia deumbrata ingår i släktet Selenia och familjen mätare. Inga underarter finns listade.